# Hans E. Deutsch
Hans Emil Deutsch (* 18. April 1927 in Wangen, Kanton Schwyz; † 15. Juni 2014 in St. Gallen) war ein Schweizer Kunstmaler, Ehrendoktor und Ehrenprofessor der Interamerican University of Humanistic Studies Florida, USA, sowie Ehrenprofessor der Accademia Internazionale di Arti-Lettere-Scienze in Rom.

## Leben und Wirken
Seine Tätigkeitsbereiche waren hauptsächlich die Ölmalerei und die Lithographie, von der er jedes Jahr bis zu seinem Tod eine Neujahrs-Lithographie in einer Auflage von jeweils 100 Stück herausbrachte. Er arbeitete aber auch mit Mischtechniken, Pastell, Bleistiftzeichnungen, Zeichnungen, erstellte Wandbilder und Glasfenster und arbeitete in frühen Jahren mit dem Holzschnitt.

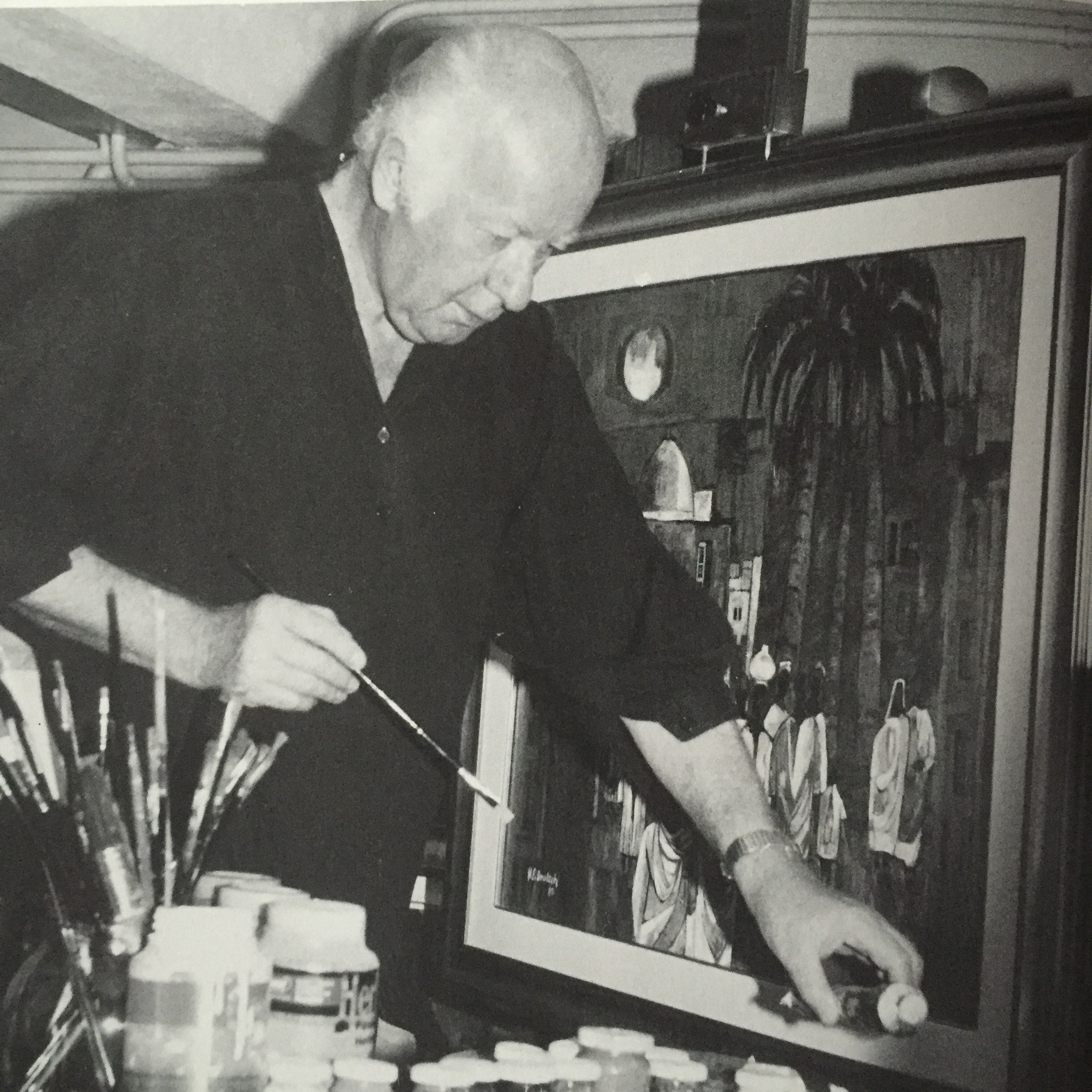
Hans E. Deutsch in seinem Atelierhaus in Rorschacherberg SG

Deutsch war ein Pionier des europäischen abstrakten Expressionismus und wurde ab 1956 mit einer Vielzahl von Kunstpreisen und Titeln ausgezeichnet. 1978 erhielt er u. a. den Rembrandt-Preis, 1979 wurde ihm vom Senat der Accademia Italia delle Arte e del Lavoro für sein künstlerisches Werk in Salsomaggiore-Terme der Titel eines Accademico d’Italia mit Goldmedaille verliehen, die Albrecht-Dürer-Medaille folgte 1982. 1985 verlieh ihm die Academia Italia den Titel des Cavalliere. 1986 wurden ihm für sein künstlerisches Schaffen die «Goldene Fackel der bildenden Kunst» sowie die «Goldene Palme Europas» verliehen. Im gleichen Jahr folgte eine Ehrung der Accademia Italia Calvatone in Form des Preises Premio d'Italia durch seine Wohngemeinde Rorschacherberg. „Mit sichtlichem Stolz, einen Preisträger der Accademia Italia auf Rorschacherberger Gemeindegebiet wohnhaft zu wissen, überreichte der Gemeindeammann Ernst Tobler die Auszeichnung samt Ehrenurkunde.“
Hans E. Deutsch wurde von seinem Vater, einem Fabrikanten, früh gefördert. Er studierte von 1944 bis 1950 Malerei und Kunstgeschichte in Luzern, St. Gallen und München, wo er 1948 ein Atelier einrichtete und erste Ausstellungen machte. Sie führten ihn in viele Galerien und Museen in Europa und Übersee. 1950 übersiedelte Deutsch nach Rorschach, arbeitete jedoch weiterhin bis 1959 in seinem Atelier in St. Gallen. 1959 nahm er Wohnsitz in Rorschacherberg über dem Bodensee.
Hans E. Deutsch war in frühen Jahren mit Malern wie Jo von Kalckreuth, Otto Dix und Cuno Amiet, mit Adolf Dietrich und Varlin (Willy Guggenheim), Hans Purrmann sowie Ernst Morgenthaler freundschaftlich verbunden. Mit Jo von Kalckreuth reiste er u. a. 1952 nach Griechenland und Tanger.
Von seinem Haus in Rorschacherberg aus hatte er einen weiten Blick über den ganzen Bodensee, der für sein persönliches Schaffen bedeutend war und der ihn auch stark beeinflusste. Drei Länder begegnen sich hier: Deutschland, Österreich und die Schweiz. Diese Weite der Landschaft wird in den Arbeiten Deutschs deutlich spürbar. Die Nähe zum Wasser und seine Liebe zum Bodensee prägten unverkennbar sein Schaffen. Das Farbenspiel des Wassers, Boote, Segel, Möwen kehrten immer wieder als Leitmotive in seine Werke zurück. Die Landschaften und die Weite der Seelandschaft, die Stimmungen des Bodensees, aber auch die grossen Meere, deren Impressionen er nach Hause brachte, prägten viele seiner Arbeiten.
Deutsch malte auch Menschen, Clowns und Harlekins, in üppigem Farbauftrag, opulente Stillleben, tiefblaue Seeidyllen, das Rheintal mit seinen Rebhängen, Feldern und Siedlungen, Boote am Anlegesteg oder zur Ausfahrt bereit.
Neben Figürlichem und Gegenständlichem arbeitete er auch an freien Farbkompositionen. Er verarbeitete seine Werke expressiv mit einer gewissen Abstraktion, insbesondere in der eigenwilligen Behandlung der Perspektive.
Im In- und Ausland nahm Hans E. Deutsch an zahlreichen Ausstellungen teil. Seine Werke hängen in vielen öffentlichen und privaten Sammlungen in der Schweiz, in Europa und in Übersee.
Hans E. Deutsch wirkte von 1965 bis 1970 als künstlerischer Berater beim Internationalen Olympischen Komitee (Internationales Olympisches Komitee IOC) mit und war bis 1999 ebenfalls künstlerisch beratend für die Swissair tätig. In den 1980er Jahren wurde ihm von der Universität Konstanz eine Professur in Kunstwissenschaften angeboten, die er jedoch ablehnte. Er befürchtete durch die Institutionalisierung seiner Arbeit eine Einengung oder gar, seine künstlerisch kreative Freiheit, das höchste Gut des freien Künstlers, zu verlieren. Er blieb Zeit seines Lebens bis zu seinem Tod im Jahre 2014 ein wacher Geist, schöpferischer Denker und Künstler.
Hans E. Deutsch war Freimaurer und Mitglied der Schweizerischen Grossloge Alpina sowie der Freimaurerloge Humanitas in Libertate im Orient St. Gallen.
Als freischaffender Kunstmaler war Hans E. Deutsch Mitglied der Thurgauer Künstlergruppe sowie der Gesellschaft Schweizerischer Maler, Bildhauer und Architekten (GSMBA).

## Werke in öffentlichen Sammlungen
- Musée d’Art Moderne, Brüssel
- Musée des Beaux-Arts, Ostende

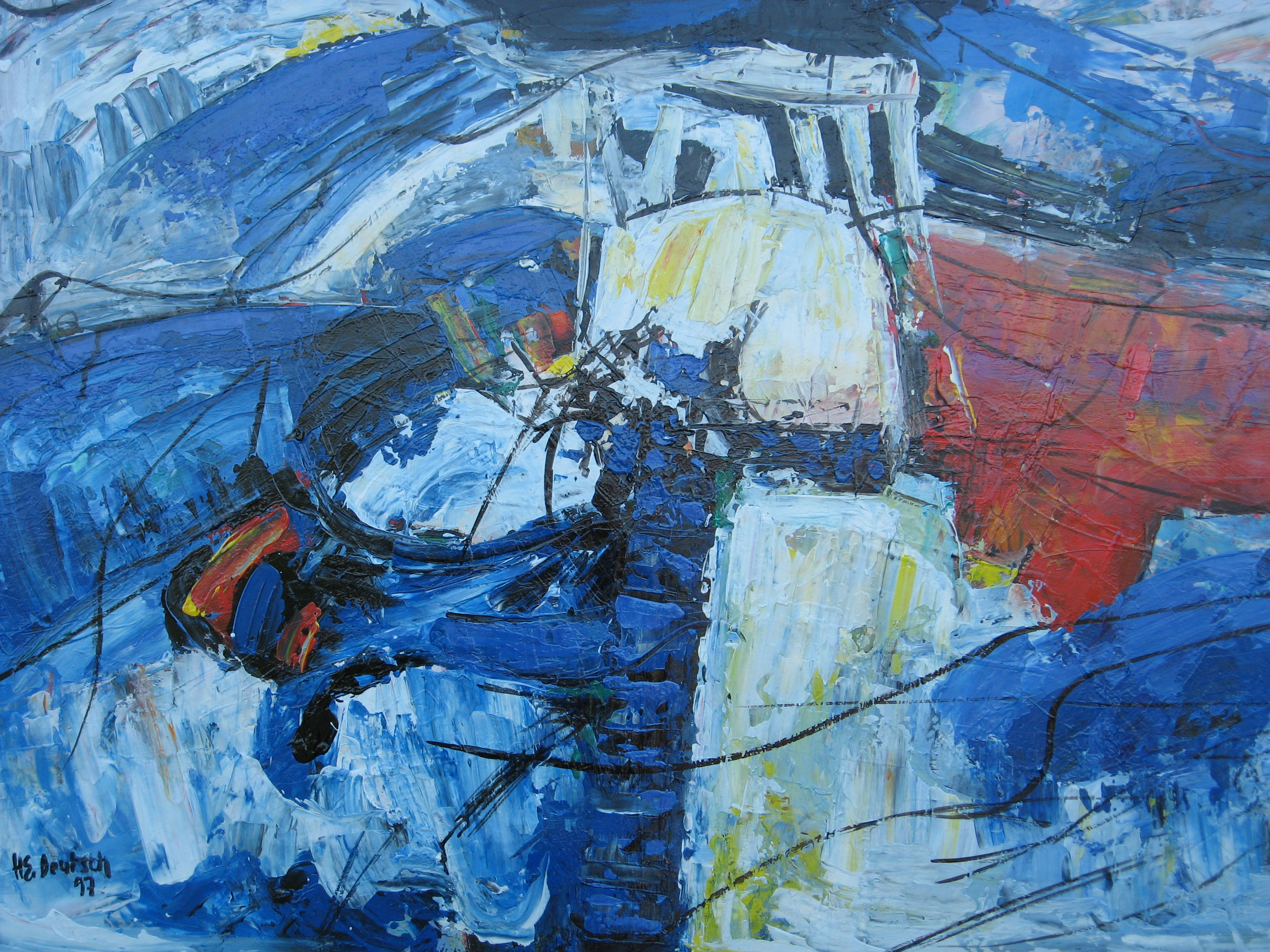
Komposition 1997

- Museum für Moderne Kunst, Kopenhagen
- Kunstmuseum Bochum
- Kunsthalle Bremen
- Kunsthalle Darmstadt
- Kunsthalle Hamburg
- Folkwang Museum, Essen
- Kunsthalle zu Kiel
- Wallraf-Richartz-Museum, Köln
- Pinakothek der Moderne, München
- Kunsthalle Nürnberg
- Museum Wiesbaden[16]
- Museo de Arte Moderno, Barcelona

- Museo de Arte Moderno, Madrid
- Musée des Beaux-Arts, Marseille

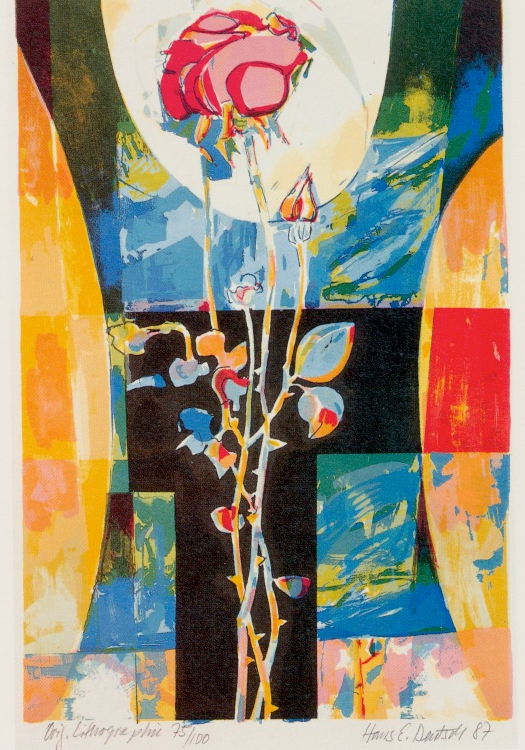
Lithographie 1987, Rose, von Hans E. Deutsch

- Musée d’Art Moderne de la Ville de Paris
- Musée des Beaux-Arts de la Ville de Paris
- National Gallery, London
- Galleria d’Arte Moderna, Mailand
- Pinacoteca Ambrosiana, Mailand
- Galleria Nazionale d’Arte Moderna, Rom
- Museum des 20. Jahrhunderts, Wien
- Graphische Sammlung Albertina, Wien
- Kunsthalle Bern
- Kunsthaus Zürich
- Graphische Sammlung der ETH Zürich
- Sammlungen Stadt Zürich und Kanton Zürich
- Sammlung der Schweizerischen Eidgenossenschaft, Bern
- Museum im Kornhaus, Rorschach
- Kunstmuseum St. Gallen
- Daedel Gallery of Modern Art, Baltimore
- Ford Foundation, Detroit
- National Gallery of Canada, Ottawa

## Literatur

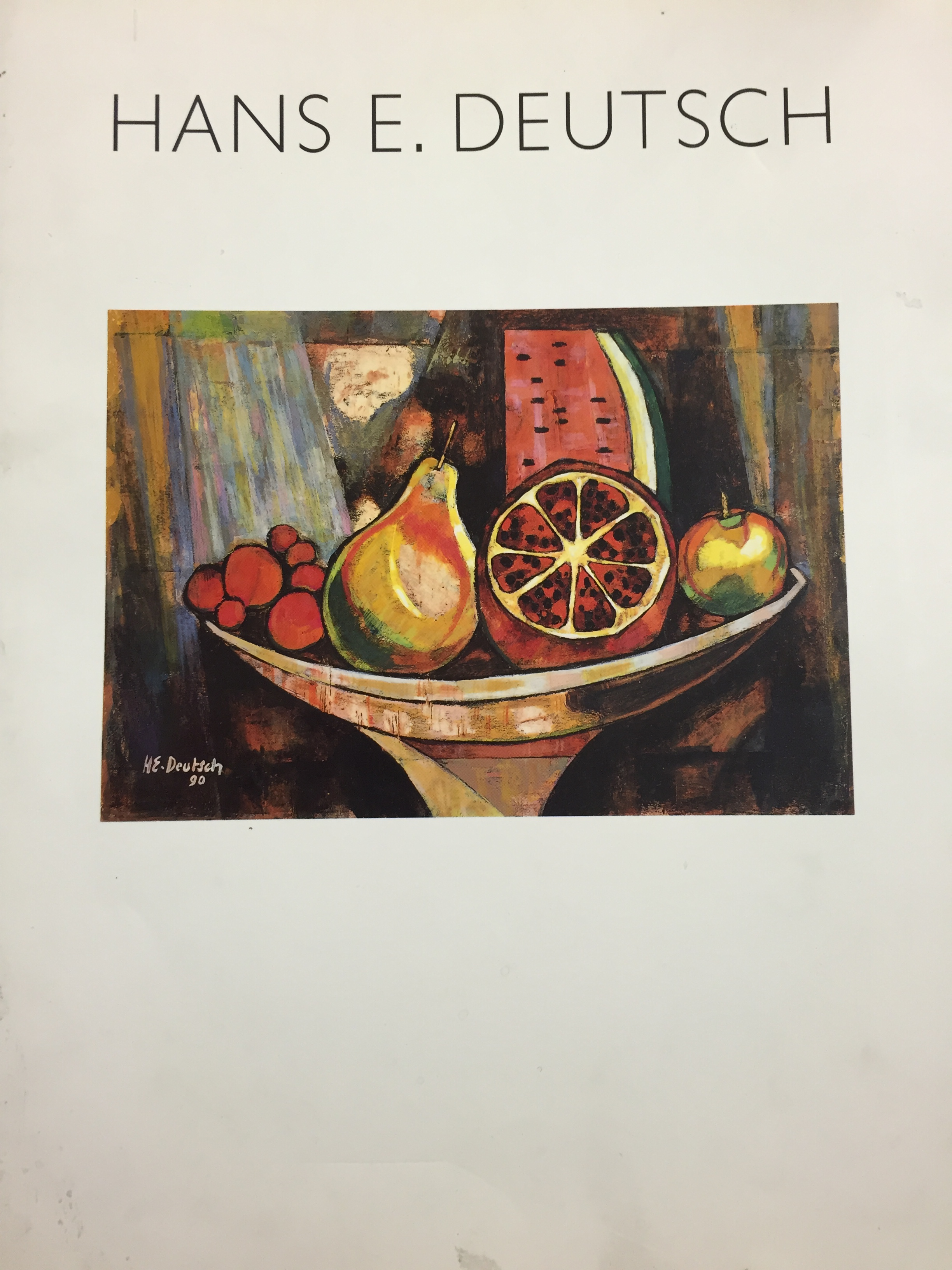
Monografie Hans E. Deutsch, erschienen 1990